# Fritillaria biflora
Fritillaria biflora är en liljeväxtart som beskrevs av John Lindley. Fritillaria biflora ingår i Klockliljesläktet och i familjen liljeväxter.

## Underarter
Arten delas in i följande underarter:
- F. b. biflora
- F. b. ineziana

## Bildgalleri

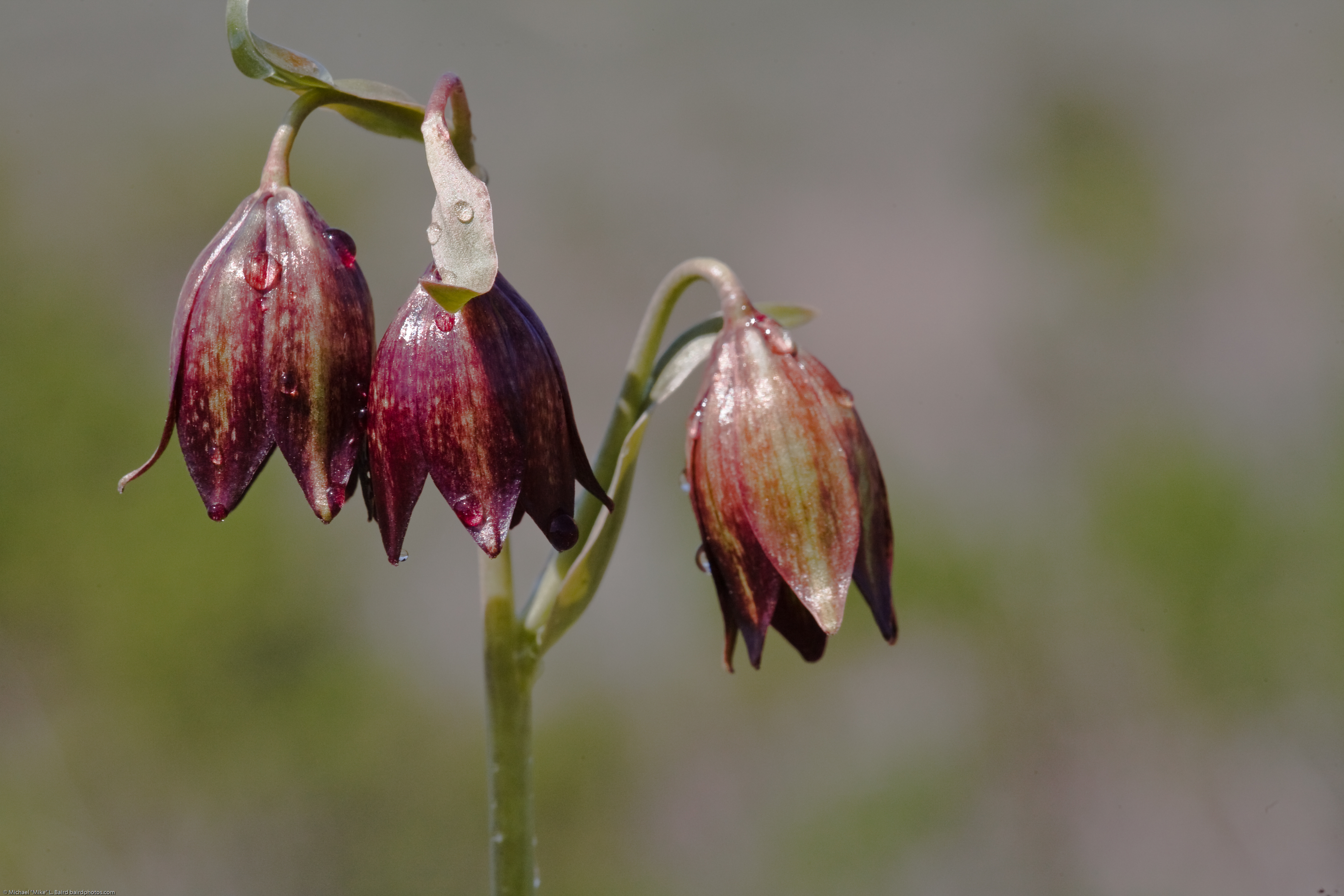
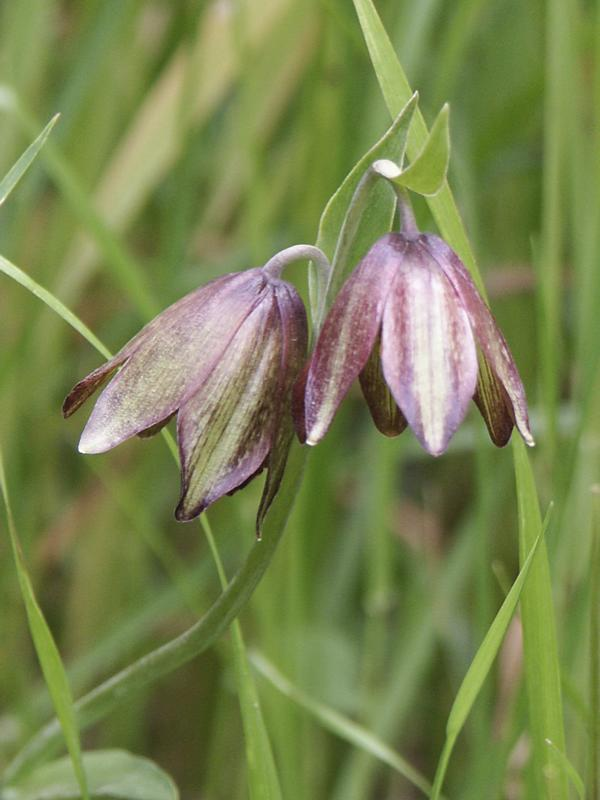